# Alexey Dmitrievich Charomsky

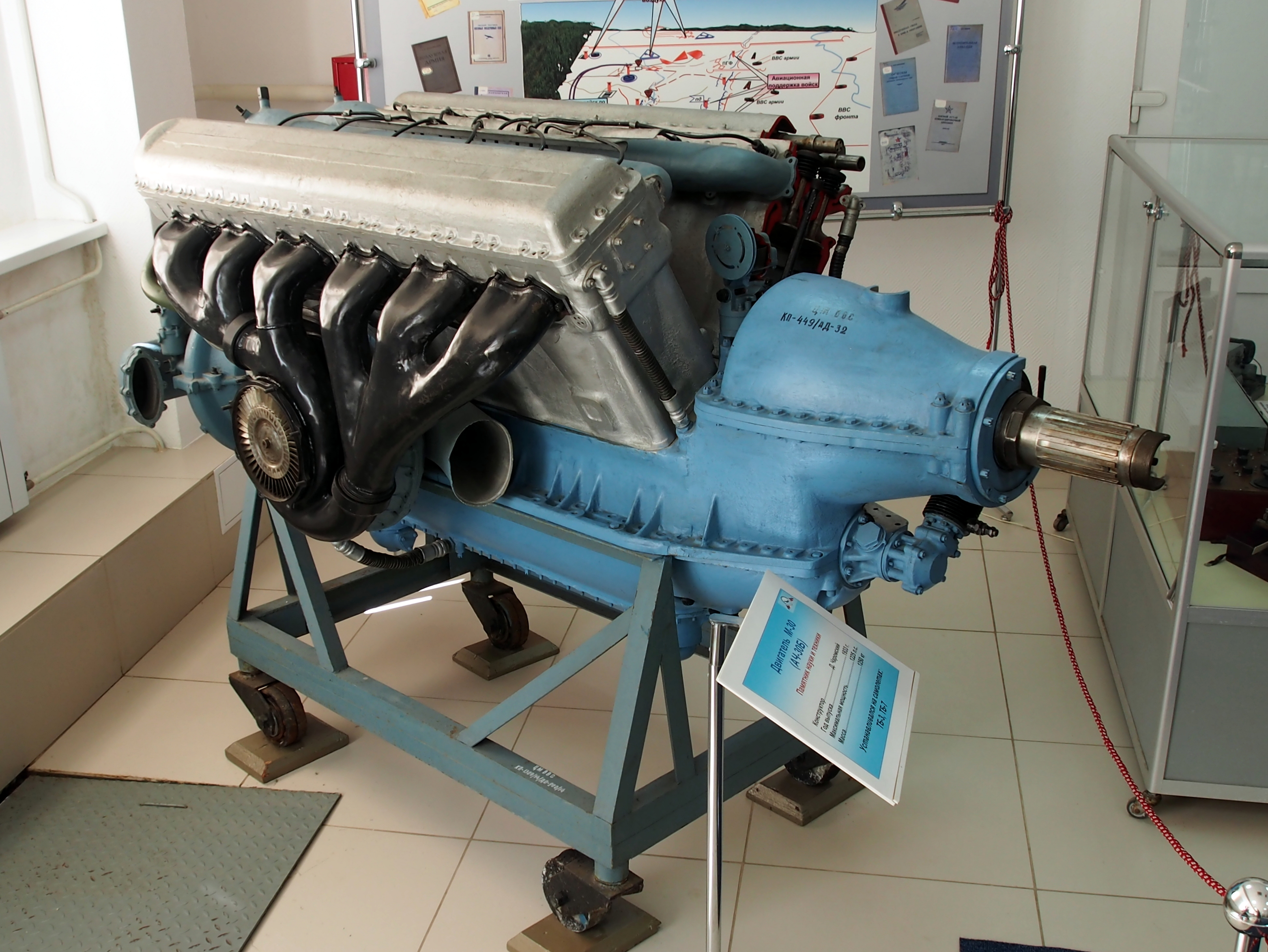
Motor Charomsky ACh-30B

Alexey Dmitrievich Charomsky (em russo:  Алексей Дмитриевич Чаромский; Veliky Novgorod, 15 de fevereiro de 1899 – 1982) foi um projetista russo de motores aeronáuticos, que alcançou a patente de major-general de Engenharia e Aviação em 1944.

## Biografia
Atuou na Revolução de Outubro em 1917 e depois na Guerra Civil Russa. Graduou-se pela  Academia Zhukovsky de Engenharia da Força Aérea em 1928. Naquele ano ingressou no Instituto Central de Pesquisas Científicas de Automóveis e Motores Automotivos [en] e depois no Instituto Central Baranov de Desenvolvimento de Motores Aeronáuticos [en], na área de projetos e produção de motores a diesel.
Durante a década de 30, Charomsky desenvolveu e construiu vários motores a diesel para aeronaves. Em 1942, criou os motores aeronáuticos ACh-30, ACh-30B e ACh-30BF.
Durante a Segunda Guerra Mundial, até 1942, foi preso e obrigado a trabalhar no órgão de segurança russo NKVD, no departamento técnico responsável pelo desenvolvimento de motores. Depois de libertado, trabalhou em várias fábricas como projetista chefe, entre 1942 e 1960. Outros motores a diesel projetados por Charomsky, além dos ACh-30, como o Charomsky M-40 e outros, foram utilizados em aeronaves russas (incluindo bombardeiros de longo alcance).

## Condecorações
- Prêmio Stalin em 1º Grau (1943)
- 2 Ordem de Lenin (1945 e 1952)
- 2 Ordem do Estandarte Vermelho (1945 e 1967)
- Ordem de Suvorov em 2º Grau (1944)
- Ordem da Bandeira Vermelha do Trabalho (1971)